# Ants Kaljurand
Ants Kaljurand, (dit « Ants le Terrible», estonien : Hirmus Ants), né le 20 octobre 1917 et mort le 13 mars 1951, est un anticommuniste estonien, résistant et frère de la forêt pendant et après la Seconde Guerre mondiale.
Kaljurand grandit dans le village de Teesu près de la baie de Pidula sur l'île de Saaremaa. En 1935, il se rend dans la paroisse de Koonga (aujourd'hui commune de Lääneranna) dans le comté de Pärnu et trouve du travail comme ouvrier agricole. En 1938, il s'enrôle dans les forces de défense estoniennes. Il rejoint les frères de la forêt et à l'été 1941, il attaque les forces soviétiques dans les comtés de Lääne et de Pärnu. Pendant l'occupation de l'Estonie par l'Allemagne nazie, il sert dans l'Association estonienne de protection d'autodéfense appelée Omakaitse (signifie littéralement « gardien de la maison ») et est impliqué sur le front de 1942 à 1944. Après la retraite des Allemands en 1944, il est prisonnier de guerre sur Saaremaa, mais s'évade du camp de prisonniers en décembre de la même année et continue ses activités avec les Frères de la forêt.
Pendant l'ère soviétique de l'Estonie, Kaljurand est le chef local de l'Union de combat armé (« Relvastatud Võitluse Liit »), fondée sous la direction d'Endel Redlich, à Soontaga. Ce n'est qu'au milieu de l'été 1949 qu'il est arrêté par le NKVD. Kaljurand est exécuté le 13 mars 1951 à Tallinn, avec Arved Pild et Juhan Metsäär.